# Elezione del Presidente della Camera del 1992 (prima)

Risultati IV Scrutinio (da sinistra a destra): Paolo Volponi (34); Giorgio Napolitano (105); Marco Formentini (36); Oscar Luigi Scalfaro (309); Voti dispersi (13); Schede bianche (113); Schede nulle (0); Assenti=20.

La prima elezione del presidente della Camera del 1992 per l'XI legislatura della Repubblica Italiana si è svolta tra il 23 e il 24 aprile 1992.
Il presidente della Camera uscente è Leonilde Iotti. Presidente provvisorio della Camera è Alfredo Biondi.
Presidente della Camera dei deputati, eletto al IV scrutinio, è Oscar Luigi Scalfaro.

## L'elezione

### Preferenze per Oscar Luigi Scalfaro
| Scrutinio | Voti | Percentuale |
| --------- | ---- | ----------- |
| I         | 34   | 5,4%        |
| II        | 55   | 9%          |
| III       | 85   | 14,3%       |
| IV        | 309  | 50,6%       |

## 23 aprile 1992

### I scrutinio
Per la nomina è richiesta una maggioranza pari a due terzi dei deputati.
| Dati votazione | Dati votazione       |    | Nome               | Nome | Voti |
| -------------- | -------------------- | -- | ------------------ | ---- | ---- |
| Presenti       | 624                  |    | Giorgio Napolitano | 108  |      |
| Votanti        | 624                  |    | Tarcisio Gitti     | 106  |      |
| Astenuti       | 0                    |    | Gianni De Michelis | 78   |      |
| Maggioranza    | 420                  |    | Marco Formentini   | 55   |      |
|                |                      |    | Paolo Volponi      | 35   |      |
|                | Oscar Luigi Scalfaro | 34 |                    |      |      |
|                | Alfredo Biondi       | 17 |                    |      |      |
|                | Nilde Iotti          | 17 |                    |      |      |
|                | Fulco Pratesi        | 17 |                    |      |      |
|                | Dino Madaudo         | 15 |                    |      |      |
|                | Diego Novelli        | 12 |                    |      |      |
|                | Vincenzo Scotti      | 10 |                    |      |      |
|                | Voti dispersi        | 25 |                    |      |      |
| Schede bianche | 95                   |    |                    |      |      |
| Schede nulle   | 0                    |    |                    |      |      |

Poiché nessun candidato raggiunge il quorum richiesto, si procede al II scrutinio.

### II scrutinio
Per la nomina è richiesta una maggioranza pari a due terzi dei votanti.
| Dati votazione | Dati votazione |    | Nome                 | Nome | Voti |
| -------------- | -------------- | -- | -------------------- | ---- | ---- |
| Presenti       | 613            |    | Giorgio Napolitano   | 112  |      |
| Votanti        | 613            |    | Tarcisio Gitti       | 97   |      |
| Astenuti       | 0              |    | Gianni De Michelis   | 87   |      |
| Maggioranza    | 409            |    | Oscar Luigi Scalfaro | 55   |      |
|                |                |    | Marco Formentini     | 54   |      |
|                | Paolo Volponi  | 32 |                      |      |      |
|                | Alfredo Biondi | 17 |                      |      |      |
|                | Dino Madaudo   | 14 |                      |      |      |
|                | Diego Novelli  | 13 |                      |      |      |
|                | Vito Napoli    | 12 |                      |      |      |
|                | Voti dispersi  | 32 |                      |      |      |
| Schede bianche | 87             |    |                      |      |      |
| Schede nulle   | 1              |    |                      |      |      |

Poiché nessun candidato raggiunge il quorum richiesto, si procede al III scrutinio.

### III scrutinio
Per la nomina è richiesta una maggioranza pari a due terzi dei votanti.
| Dati votazione | Dati votazione |    | Nome                 | Nome | Voti |
| -------------- | -------------- | -- | -------------------- | ---- | ---- |
| Presenti       | 596            |    | Giorgio Napolitano   | 110  |      |
| Votanti        | 596            |    | Oscar Luigi Scalfaro | 85   |      |
| Astenuti       | 0              |    | Gianni De Michelis   | 82   |      |
| Maggioranza    | 398            |    | Tarcisio Gitti       | 76   |      |
|                |                |    | Marco Formentini     | 54   |      |
|                | Paolo Volponi  | 32 |                      |      |      |
|                | Dino Madaudo   | 17 |                      |      |      |
|                | Alfredo Biondi | 16 |                      |      |      |
|                | Vito Napoli    | 14 |                      |      |      |
|                | Voti dispersi  | 34 |                      |      |      |
| Schede bianche | 75             |    |                      |      |      |
| Schede nulle   | 1              |    |                      |      |      |

Poiché nessun candidato raggiunge il quorum richiesto, si procede al IV scrutinio.

## 24 aprile 1992

### IV scrutinio
Per la nomina è richiesta la maggioranza assoluta dei votanti.
| Dati votazione | Dati votazione |  | Nome                 | Nome | Voti |
| -------------- | -------------- |  | -------------------- | ---- | ---- |
| Presenti       | 610            |  | Oscar Luigi Scalfaro | 309  |      |
| Votanti        | 610            |  | Giorgio Napolitano   | 105  |      |
| Astenuti       | 0              |  | Marco Formentini     | 36   |      |
| Maggioranza    | 306            |  | Paolo Volponi        | 34   |      |
|                |                |  | Voti dispersi        | 13   |      |
| Schede bianche | 113            |  |                      |      |      |
| Schede nulle   | 0              |  |                      |      |      |

Risulta eletto: Oscar Luigi Scalfaro (DC)